# Nordwestliche Strumpfbandnatter
Die Nordwestliche Strumpfbandnatter (Thamnophis ordinoides) ist mit durchschnittlich 40 bis 70 cm Länge ein relativ kleiner Vertreter der Gattung Strumpfbandnatter (Thamnophis). Das Verbreitungsgebiet erstreckt sich von der Nordwestküste der USA bis nach Kanada.

## Beschreibung
Es herrscht ein starker Geschlechtsdimorphismus vor, so dass die Weibchen häufig doppelt so groß sind wie die Männchen. Bei der Grundfärbung zeigt die Nordwestliche Strumpfbandnatter eine sehr hohe Variabilität mit Schattierungen von Schwarz, Grün, Blau und Braun bis hin zu sehr hellem Grau oder Beige. Der Rückenstreifen ist stets vorhanden, kommt aber auch in den unterschiedlichsten Farben (weiß, gelb, orange, rot oder blaugrau) vor. Die Seitenstreifen sind heller als die Grundfärbung, sind aber nicht bei allen Exemplaren vorhanden. Die Iris ist immer schwarz, die Pupille ist rund.

## Verbreitung und Lebensraum
Verbreitet ist die Nordwestliche Strumpfbandnatter an der Pazifikküste vom Norden der USA bis in das südliche Kanada. Es werden bevorzugt Feuchtwiesen besiedelt. Einzelne Populationen kommen aber auch im Grasland und in den Gebirgsausläufern vor.

## Lebensweise und Fortpflanzung
Die Nordwestliche Strumpfbandnatter erbeutet vorwiegend Schnecken und Würmer. Nach einer vier- bis fünfmonatigen Winterruhe finden im März/April die Paarungen statt. Die Jungen kommen meistens Ende August zur Welt. Wie Strumpfbandnattern ist auch die Nordwestliche Strumpfbandnatter lebend gebärend (ovovivipar).